# Kurt Ahrens Jr.
Kurt Karl-Heinrich Ahrens (Brunswick, Alemania; 19 de abril de 1940), más conocido como Kurt Ahrens Jr., es un expiloto alemán de automovilismo. Disputó cuatro Grandes Premios de Fórmula 1, sin sumar puntos.
Hijo de otro piloto del mismo nombre, comenzó su carrera a los 18 años en la F3 alemana y en Fórmula Júnior. En 1964 corre varias carreras con un Cooper T65 privado y al año siguiente se compra un Brabham BT16 para participar en varias carreras de F2 y F3 principalmente en Alemania. En los años siguientes participa en carreras de turismos con FIAT-Abarth y solo participa en las pruebas alemanas de F1 y F2, encuadrado en el Caltex Racing Team conduciendo un Brabham. En 1967 participa en el GP de Alemania con el Protos diseñado por Frank Costin para el equipo privado de Ron Harris, dando solo 4 vueltas a Nürburgring. También en 1968 y 1969 participa solo en la prueba de su país. La última fue su mejor participación quedando séptimo (tercero tras Pescarolo y Attwood entre los F2) con un Brabham BT30-Cosworth.
Los años siguientes hasta su retirada en 1971 se dedicó a las carreras de Sport con Porsche, ganando los 1000 km de Zeltewg (1969) junto a Jo Siffert y los 1000 km de Nürburgring (1970) con Vic Elford.